# Іспанки Леонора та Ампара
«Іспанки Леонора й Ампара» — картина російського художника Костянтина Коровіна (1861—1939), написана в 1888—1889 роках. Вона є частиною зборів Державної Третьяковської галереї. Розмір картини — 62×39 см. Вживаються також коротші назви цієї картини — «Біля балкону» та «Іспанки».
Біля балкону. Іспанки Леонора і Ампара - одна з кращих картин в творчій спадщині Коровіна.
Автор дуже тонко зміг відчути національну суть країни, її характерні ознаки. Тип особи, певні жести, чорне кучеряве волосся - немає сумнівів, що перед нами іспанки.
Теоретики мистецтва, приходять до висновку, що в колористичному плані картина може бути своєрідним продовженням знаменитого полотна «Махи на балконі» Гойї. В сюжетному ж плані Коровін не уникнув порівняння з «Балконом» Едуарда Мане. Новаторство імпресіоніста проявилося в здатності вловити і зобразити мить, коли рух героїнь ще не досяг своєї кульмінації, завершеності. Це можна добре побачити на прикладі фігури Леонори, яка, трохи гойднувшись, притулилася до плеча подруги.
З дивно гармонійною кольоровою гамою, природна в композиційній побудові, вона не раз була присутня на російських і міжнародних виставках. Саме нею Коровін дебютував як експонент на XVII виставці Товариства пересувних художніх виставок в Петербурзі; одна із золотих медалей на Всесвітній Паризькій виставці 1900 року була отримана саме за цей невеликий твір. Не даремно ж цю картину у художника придбав Сава Мамонтов.
Цілком ймовірно, робота була розпочата в Іспанії в 1888 році і закінчувалася в Москві в 1889. Художник залишив нам деякі свідчення про те, як вона створювалася і якими були її моделі. Приїхавши до Іспанії, Коровін захотів передати іспанське життя і тамтешніх людей без звичних романтичних аксесуарів. Художник запитав швейцара готелю, чи не може він йому знайти модель - іспанку. Через годину він привів до нього в кімнату двох молодих дівчат. Увійшовши, вони встали біля вікна кімнати і, засоромившись, дивилися якось убік. Митець попросив їх залишитися стояти в тих же позах. Дістав фарби і почав писати.
Закінчивши сеанс, Коровін хотів оплатити дівчатам працю,проте вони обидві відмовилися. Натомість Коровін купив дівчатам нове красиве взуття та великі шовкові китайські хустки в узорах, з довгою бахромою. 

По завершенню, картина була виставлена на виставці передвижників, і заслужила масу позитивних відгуків.